# إيسادور سينغر
إيسادور مانويل سينغر (بالإنجليزية: Isadore Singer) ( 3 مايو 1924 - 11 فبراير 2021) هو أستاذ في قسم الرياضيات في معهد ماساتشوستس للتقنية. أشتهر بعمله على نظرية أس عطية - سينجر رفقة مايكل عطية عام 1962 والتي انشأت منهج جديد تشترك فيها الرياضيات البحتة والفيزياء النظرية.
ولد في ديترويت وحصل على درجة البكالوريوس من جامعة ميشيغان عام 1944. وبعد حصوله على درجة الماجستير في عام 1948 ودرجة الدكتوراه عام 1950 بدأ التدريس في جامعة كاليفورنيا ومعهد ماساتشوستس للتقنية وقضى فيهما معظم حياته.